# Calder (Lancashire)
Il Calder è un fiume, affluente in sinistra orografica del Ribble, che scorre nella contea del Lancashire, nell'Inghilterra nord-occidentale.

## Percorso
Il Calder nasce a sud del villaggio di Cliviger, nel Lancashire orientale, a breve distanza dalle sorgenti dell'omonimo fiume che attraversa il West Yorkshire.
Scorrendo sinuosamente in direzione nord-ovest attraversa Burnley, dove sottopassa il Leeds and Liverpool Canal, riceve in destra orografica il Brun ed interseca l'autostrada M65. Dopo aver ricevuto in destra orografica il Pendle Water il Calder volge verso ovest bagnando la cittadina di Padiham. Continuando poi il suo sinuoso percorso verso nord-ovest sfocia in sinistra orografica nel Ribble presso Brookhall Village.